# Храстінце
Храстінце (словац. Chrastince) — село, громада округу Вельки Кртіш, Банськобистрицький край, центральна Словаччина, регіон Гонт. Кадастрова площа громади — 4 км².
Населення 231 особа (станом на 31 грудня 2017 року).

## Історія
Сенне вперше згадується в 1244 році.

## Географія
Протікає Требушовський потік.

## Населення
| Рік:            | 1994. | 2004.   | 2014.   | 2024.    |
| --------------- | ----- | ------- | ------- | -------- |
| Кількість осіб: | 233   | 241     | 243     | 201      |
| Різниця:        |       | +3,43 % | +0,82 % | -17,28 % |

| Рік:            | 2023. | 2024.  |
| --------------- | ----- | ------ |
| Кількість осіб: | 200   | 201    |
| Різниця:        |       | +0,5 % |